# Gismonda (Victorien Sardou)
Gismonda è un melodramma greco in quattro atti composto da Victorien Sardou.

## Trama
In Grecia, nel 1500. Gismonda, duchessa di Atene, deve resistere all'assalto di una teoria di pretendenti che aspirano alla sua mano. Uno di questi è il principe Zaccaria che vuole mettere le mani sulla città di Atene.

## Rappresentazioni
La prima si tenne il 31 ottobre 1894 al Théâtre de la Renaissance di Parigi. I principali attori erano Sarah Bernhardt nel ruolo di Gismonda, la protagonista, e Lucien Guitry nel ruolo di Almerio.
Lo spettacolo fu portato in scena a Broadway, nel Fifth Avenue Theatre, tra l'11 dicembre 1894 e il febbraio 1895.

## Adattamenti
Il 14 gennaio 1919 andò in scena presso l'Auditorium di Chicago l'opera lirica Gismonda in 4 atti, musica di Henry Février, libretto di Henri Caïn e Louis Payen, poi all'Opéra-Comique di Parigi il 15 ottobre 1919.